# Gelasma lychnopasta
Gelasma lychnopasta är en fjärilsart som beskrevs av Turner 1915. Gelasma lychnopasta ingår i släktet Gelasma och familjen mätare. Inga underarter finns listade i Catalogue of Life.